# أوليفييه لابل
أوليفييه لابل هو لاعب هوكي الجليد كندي، ولد في 15 يوليو 1985 في سانت أوستاش في كندا.

## وصلات خارجية
- أوليفييه لابل على موقع دوري الهوكي الوطني (الإنجليزية)
- أوليفييه لابل على موقع EliteProspects.com (الإنجليزية)
- أوليفييه لابل على موقع HockeyDB.com (الإنجليزية)